# Geranium clarkei
Geranium clarkei är en näveväxtart som beskrevs av Peter Frederick Yeo. Geranium clarkei ingår i släktet nävor, och familjen näveväxter. Inga underarter finns listade i Catalogue of Life.